# Банька
Ба́нька — река в Московской области России, левый приток Москвы-реки.
Начинается из болота у деревни Большаково городской округ Химки, впадает в Москву-реку на территории Красногорска недалеко от железнодорожной станции Павшино. Протекает по южным склонам Смоленско-Московской возвышенности. На Баньке стоит город Красногорск.
Длина — 22 км, площадь водосборного бассейна — 71,5 км².
Равнинного типа. Питание преимущественно снеговое. Банька замерзает в ноябре — начале декабря, вскрывается в конце марта — апреле.
В верховьях реки (до Красногорска) река течёт в живописной долине с густыми елово-широколиственными и елово-берёзовыми лесами. На реке и на её притоке, реке Синичке, построены плотины, являющиеся местами массового отдыха.
На склонах долины вблизи Красногорска проложены лыжные трассы. Нижняя часть бассейна Баньки в пределах Красногорска густо заселена и туристического значения не имеет. Частично река протекает по территории Красногорского завода им. Зверева (открыто и в трубе).